# Lena Blackbird
Lena Marie Blackbird (23 de agosto de 1933 - 6 de diciembre de 2021) fue una artista cheroqui estadounidense que vivió en Tahlequah (Oklahoma). Fue conocida sobre todo por su cestería cheroqui de doble pared. Fue la primera artesana cheroqui en decorar la parte superior de sus cestas e incorporar jarrones en ellas. La marca artística habitual de Blackbird aparece en forma de cadena en la parte superior de sus cestas.

## Biografía
Lena Blackbird fue criada por sus padres en el Condado de Cherokee (Oklahoma), donde asistió a la escuela hasta el octavo curso. Era la sexta de ocho hermanos. Su lengua materna era el cherokee, por lo que estudiar en inglés era una tarea difícil. Tras dejar la escuela, trabajó en la granja donde vivía la familia. Su primer contacto con las artes fue ayudando a su madre a coser colchas en la iglesia para las misiones.
En 1986, Blackbird empezó a trabajar como demostradora en la aldea Tsa-La-Gi del Centro del Patrimonio Cherokee. Fue allí donde aprendió el arte de tejer cestas. Blackbird aprendió a utilizar el junco comercial de las otras mujeres que hacían demostraciones de este arte para los turistas. Casi inmediatamente después de aprender a tejer cestas, Blackbird empezó a vender sus obras.

## Estilo
Las cestas de Blackbird destacan porque empezó a adornar la parte superior con bellotas, lo que gustó mucho a otros artistas. Blackbird solía trabajar con junco comercial y madreselva en lugar de utilizar el junco natural tradicional.

## Premios
En 1996, Blackbird ganó el gran premio del concurso Art under the Oaks (Arte bajo los robles) de Muskogee (Oklahoma), por su primera cesta presentada en una exposición. Ese mismo año, recibió el premio Cherokee Master Craftsman Award en cestería. Este premio, que se concedió por primera vez en 1988, distingue a los cheroquis que han perfeccionado una artesanía tradicional de la cultura cheroqui.
En 1998, fue nombrada Tesoro Nacional Viviente Cherokee por su habilidad para tejer cestas.
En 2001, Blackbird obtuvo un mérito especial por su cesta de madreselva en la exposición de arte Trail of Tears del Museo Nacional Cheroqui y el primer puesto en la división de cestería de la exposición de arte Cherokee Homecoming. Ese mismo año, recibió la Medalla de Honor Cheroqui. Este galardón se creó en 1999 para reconocer las contribuciones significativas a la sociedad de los descendientes de cheroquis.
Blackbird fue galardonada de nuevo en 2004 en la novena edición anual de arte Cherokee Homecoming por su obra Let Freedom Ring, que obtuvo el primer puesto en la división contemporánea de cestería. La participación en esta exposición está limitada a artistas que sean miembros de la Nación Cheroqui, la Banda Unida Keetoowah o la Banda Oriental de los Cheroquis.

## Muerte
Blackbird murió a la edad de 88 años el 6 de diciembre de 2021, en Condado de Cherokee (Oklahoma). Fue enterrada en el cementerio de Bill Batt.